# Trebitchino
 (février 2012).
Si vous disposez d'ouvrages ou d'articles de référence ou si vous connaissez des sites web de qualité traitant du thème abordé ici, merci de compléter l'article en donnant les références utiles à sa vérifiabilité et en les liant à la section « Notes et références ».
Trebitchino (en macédonien Требичино) est un village du sud-est de la Macédoine du Nord, situé dans la municipalité de Vasilevo. Le village comptait 19 habitants en 2002.

## Démographie
Lors du recensement de 2002, le village comptait :
- Macédoniens : 19